# Андреев, Владимир Викторович
Владимир Викторович Андреев (род. 1954) — советский пловец в ластах.

## Карьера
Тренеры — Н. Н. Татаринцев, В. М. Ромин, Г. Г. Шепилов, Е. Н. Рехсон.
Выступал за Ленинград.
Первый чемпион мира на первом чемпионате мира 1976 г.
3-кратный чемпион мира (1976).
12-кратный чемпион Европы (1974, 1975) в подводном плавании,
12-кратный чемпион СССР.
Многократный призёр первенств мира, Европы, СССР.
Четырежды выигрывал Кубок Дружбы.
Установил 17 рекордов мира.
Заслуженный Мастер спорта России.

## Тренерская работа
Окончил институт им. Лесгафта.
1979—1982 — Тренер-преподаватель в Высшем ВМУ подводного плавания им. Ленинского комсомола.
1982—1990 — Тренер-преподаватель в Тихоокеанском высшем ВМУ им. С. О. Макарова.
1990—1994 — Тренер-преподаватель в Высшем ВМУ им. Ф. Э. Дзержинского.
Подготовил 10 мастеров спорта по плаванию и подводному плаванию.